# Leucania melianoides
Leucania melianoides is een vlinder uit de familie uilen (Noctuidae). De wetenschappelijke naam van deze soort is voor het eerst geldig gepubliceerd in 1883 door Möschler.
De soort komt voor in tropisch Afrika.